# Pronom neutre
Un pronom non genré ou pronom neutre est un pronom personnel dont le référent est une personne (ou un groupe de personnes) mais qui ne désigne pas ce référent comme étant un homme ou une femme (ou un groupe d'hommes ou un groupe de femmes). La création de nouveaux pronoms présentant ces caractéristiques est un phénomène récent mais que l'on observe simultanément dans de multiples langues depuis les années 2000 (comme iel en français, they en anglais, elle en espagnol, hen en suédois, elu ou ile en portugais, etc). On parle souvent dans ce cas de néopronoms. Un pronom non genré peut être utilisé pour désigner une personne quel que soit son genre (pour éviter, par exemple, le recours au masculin générique), et peut aussi être employé par des personnes non binaires pour se désigner.
Les pronoms non genrés sont différents des pronoms personnels correspondant au genre grammatical neutre qui existe dans certaines langues. Des langues qui possèdent déjà un pronom personnel neutre (par exemple l'anglais dont le pronom "it" peut faire référence à un objet, un animal ou même un bébé) peuvent ainsi inventer ou réhabiliter d'autres pronoms pour désigner des personnes de façon neutre (le they singulier pour l'anglais).

## Utilisation des pronoms non genrés
Il existe deux principaux emplois de ces pronoms non genrés : premièrement, un emploi qui relève d'une démasculinisation de la langue et évite l'emploi générique du pronom masculin par défaut lorsque l'on veut faire référence à des hommes aussi bien qu'à des femmes (ce que l'on fait aussi lorsqu'on dit "il ou elle" pour parler d'un individu générique ou bien "ils et elles" pour parler d'un groupe mixte). Deuxièmement, un emploi où le pronom désigne une personne non binaire, qui ne s'identifie ni comme un homme ni comme une femme.
Bien que ce soient les pronoms personnels qui servent de point de référence lorsqu'il s'agit d'indiquer avec quels pronoms on souhaite être genré (pratique courante dans certains milieux militants féministes ou LGBT),, on sous-entend en fait un paradigme morphologique plus ou moins étendu selon les langues qui peut aussi toucher d'autres catégories grammaticales : si une personne indique que ses pronoms sont "they/them" (le pronom personnel sujet et le pronom personnel complément), la pratique sera d'utiliser également le déterminant possessif "their" sans que celui-ci ait besoin d'être précisé. De la même façon en français, indiquer un pronom personnel non genré peut s'accompagner ou non d'une explicitation du genre auquel il convient d'accorder les adjectifs ou tout autre terme connaissant une flexion de genre se rapportant à la personne.

## Langues

### Anglais
L'anglais est une langue dans laquelle le genre grammatical est peu marqué, et où les marques de genre concernent presque exclusivement des mots ayant des référents humains. Il n'y a notamment pas d'accord en genre des adjectifs ou des verbes et pas de flexions liées au genre grammatical en anglais.
Les marques du genre comprennent un nombre limité de dénominations de la personne ainsi que le pronom personnel singulier de troisième personne (she/he en position de sujet, her/him en position complément), le pronom et déterminant possessif de troisième personne au singulier (lorsqu'il y a un seul possesseur : her(s) / his), et les pronoms réfléchis de troisième personne du singulier herself et himself.

#### theysingulier
La recherche d'un pronom neutre a conduit en anglais à réhabiliter un emploi archaïque du pronom they (marquant habituellement le pluriel sans flexion en genre) au singulier, aux côtés des pronoms personnels sujet he et she. Il devient them en position complément, their(s) pour le possessif, et enfin themself pour la forme réfléchie. Il offre à la fois une alternative à l'emploi générique du pronom he (pour désigner n'importe quelle personne) et un nouveau pronom disponible pour désigner spécifiquement les personnes non binaires.

#### Autres pronoms neutres en anglais
Le besoin de pronoms neutres en anglais a également mené à l'invention et à l'utilisation de multiples néologismes tels que ze ou ne, ou encore ey.

### Espagnol:elle
En espagnol ont été créés les pronoms non genrés elle au singulier et elles au pluriel aux côtés des pronoms marqués en genre él/ella au singulier et ellos/ellas au pluriel. Facile à utiliser à l'oral, le pronom elle s'est distingué d'autres néologismes plutôt pensés pour un usage à l'écrit comme ell@ ou ellx.
Dans le cas de l'espagnol, la création de ces nouveaux pronoms personnels n'est qu'une application un peu particulière de la recherche plus générale d'une marque de flexion alternative au masculin et au féminin pour les dénominations de la personne et les adjectifs se rapportant à des êtres humains dans le discours. On lira ainsi : elle es mi amigue (iel est mon ami·e en français).

### Français:ielet néologismes concurrents
La recherche d'un pronom personnel de troisième personne neutre en français a été l'occasion d'une production importante de néologismes. Parmi ces néologismes se distingue le pronom personnel singulier sujet iel puisque son usage est décrit (et qualifié de rare) dans l'édition en ligne du dictionnaire Le Robert à partir d'octobre 2021. 
Les néologismes touchant les formes de la troisième personne du pluriel sujet (iels, illes), des pronoms personnels conjoints compléments d'objet (lae par exemple) ou des pronoms personnels disjoints (ellui, elleux) restent plus confidentielles. On peut noter par ailleurs qu'il existe déjà un certain nombre de formes pronominales épicènes à la troisième personne dans la morphologie du pronom personnel en français.